# Aurora (Schiff, 1953)
Die Aurora ist ein ehemaliges Ausbildungsschiff der Seefahrtschule Leer (Institut Seefahrt der Fachhochschule Oldenburg/Ostfriesland/Wilhelmshaven).
Das Schiff wurde 1952/53 als Tonnenleger Norden für die Wasser- und Schifffahrtsverwaltung des Bundes gebaut. Eingesetzt wurde es bis zur Außerdienststellung Anfang 1998 vom Wasser- und Schifffahrtsamt Emden.

## Geschichte
Das Schiff wurde unter der Baunummer 16 auf der Jadewerft in Wilhelmshaven für die Wasser- und Schifffahrtsverwaltung des Bundes gebaut und am 31. Juli 1953 als Norden für das damalige Wasser- und Schifffahrtsamt Norden (später Wasser- und Schifffahrtsamt Emden) in Dienst gestellt. Vom Heimathafen Norderney aus war die Norden für Schifffahrtszeichenaufgaben im Bereich der Ostfriesischen Inseln eingesetzt. Nach fast 45 Jahren Dienstzeit wurde sie am 28. Januar 1998 durch eine neue Norden abgelöst.
Der Förderkreis „Seefahrtschule Leer“ e.V. erwarb das Schiff am 10. März 1998 und stellte es als Aurora für die nautische Ausbildung angehender Schiffsoffiziere und Kapitäne zur Verfügung. An Bord war Platz für 16 Personen. Finanziert wurde der Betrieb des Schiffes aus den Mitgliedsbeiträgen des Förderkreises „Seefahrtschule Leer“ e.V., dem Haushalt der Fachhochschule Oldenburg/Ostfriesland/Wilhelmshaven und aus Spenden der Wirtschaft im Raum Leer. 
Da der Förderkreis die jedes Jahr erforderlichen etwa 60.000 € Unterhaltskosten nicht mehr aufbringen konnte, wurde das Schiff im Februar 2009 an einen Schiffsliebhaber aus Esbjerg verkauft.

## Ausstattung
Der Antrieb des Schiffes erfolgt über zwei Schiffsdieselmotoren, die auf zwei Voith-Schneider-Propeller wirken. Die ursprüngliche Maschinenleistung betrug 478 kW.
In Esbjerg wurden Teile der Antriebsanlage ersetzt und zwei Caterpillar-Dieselmotoren (Typ: 3406) sowie zwei Getriebe von Twin Disc eingebaut.
Das Schiff ist so gebaut, dass es im Wattenmeer problemlos trockenfallen kann, denn alle beweglichen Teile des Rumpfes liegen höher als der flache Kiel. Für das Aussetzen und Einholen der Seezeichen ist auf dem Vorschiff ein Arbeitskran (Tragfähigkeit 7 t, Ausladung 8,5 m) installiert.

## Verbleib des Schiffes
Die Aurora wurde schon zwei Monate nach dem Verkauf als verschrottet gemeldet. Sie lag jedoch bis November 2011 am Vikingkaj in Esbjerg, wo sie überholt und eine neue Antriebsanlage eingebaut wurde. Im November 2011 verließ die erneut verkaufte Aurora Esbjerg und wurde nach Belize überführt.